# Wolfgang Mohr (Germanist)
Wolfgang Mohr (* 19. Juni 1907 in Köln; † 8. November 1991 in Tübingen) war ein deutscher germanistischer und skandinavistischer Mediävist. Er war Lehrstuhlinhaber für ältere deutsche Sprache und Literatur an der Eberhard-Karls-Universität in Tübingen.

## Leben
Nach dem Abitur studierte Mohr an der Philosophischen Fakultät der Eberhard-Karls-Universität Tübingen und promovierte dort 1933 zum Doktor der Philosophie mit einer Dissertation zum Thema Kenningstudien: Beiträge zur Stilgeschichte der altgermanischen Dichtung. 1938 erfolgte seine Habilitation an der Universität zu Köln mit einer Habilitationsschrift zur Thematik Entstehungsgeschichte und Heimat der jüngeren Eddalieder südgermanischen Stoffes.
1942 erfolgte seine Berufung zum Professor für Germanistik an der Christian-Albrechts-Universität zu Kiel, ehe er 1957 den Ruf auf eine Professur am Lehrstuhl für Germanistik an der Eberhard-Karls-Universität Tübingen annahm. Nach seiner Emeritierung folgte ihm Walter Haug 1973 als Professor an diesem Lehrstuhl.
Während seiner Lehrtätigkeit befasste er sich insbesondere mit der deutschen Literatur des hohen Mittelalters und wurde zu einem Fachmann für die Verserzählungen Tristan und Isolde, Iwein, Erec, Parzival und Muspilli und deren Verfassern sowie für Walther von der Vogelweide und dessen strophischer Dichtung Ir sult sprechen willekomen, Wolframs Tagelieder und die Ebene Minne.
Daneben war er Herausgeber kommentierter Werke wie zum Beispiel Zweimal „Muspilli“ (Mitautor Walter Haug, 1977), Tristan und Isolde von Gottfried von Straßburg (1979), Parzival (1979) von Wolfram von Eschenbach, Erec (1980) und Iwein (1985) von Hartmann von Aue.
Zu weiteren Veröffentlichungen von Wolfgang Mohr gehören:
- Schicksalsglauben und Heldentum. 1935
- Kleinere Schriften zur germanischen Heldensage und Literatur des Mittelalters. 1962. (Mitautoren Hermann Schneider und Kurt Herbert Halbach)
- Parzival und Gawan. In: Heinz Rupp (Hrsg.): Wolfram von Eschenbach. Darmstadt 1966 (= Wege der Forschung. Band 57), S. 287–318; auch in Wolfgang Mohr: Wolfram von Eschenbach. Aufsätze. Göppingen 1979 (= Göppinger Arbeiten zur Germanistik. Band 275), S. 62–93.
- Die ‚vrouwe‘ Walthers von der Vogelweide. In: Zeitschrift für Deutsche Philologie. 86, 1967
- Wolfram von Eschenbach. Titurel. Lieder. Mittelhochdeutscher Text und Übersetzung. In: Ulrich Müller, Franz Hundsnurscher, Cornelius Sommer (Hrsg.): Göppinger Arbeiten zur Germanistik. 250, 1978, S. 76–89.
- Wolfram von Eschenbach. Aufsätze. Göppingen 1979 (= Göppinger Arbeiten zur Germanistik. Band 275).
- Gesammelte Aufsätze. 1983. (2 Bände)

Gemeinsam mit Werner Kohlschmidt gab er darüber hinaus seit 1955 das Reallexikon der deutschen Literaturgeschichte heraus.
Anlässlich seines 65. Geburtstages erschien 1972 die von Ulrich Müller und Franz Hundsnurscher herausgegebene Festschrift Getempert und gemischet.